# Endectyon delaubenfelsi
Endectyon delaubenfelsi är en svampdjursart som beskrevs av Burton 1930. Endectyon delaubenfelsi ingår i släktet Endectyon och familjen Raspailiidae. Inga underarter finns listade i Catalogue of Life.